# Neurolemme
 (octobre 2024).
Si vous disposez d'ouvrages ou d'articles de référence ou si vous connaissez des sites web de qualité traitant du thème abordé ici, merci de compléter l'article en donnant les références utiles à sa vérifiabilité et en les liant à la section « Notes et références ».

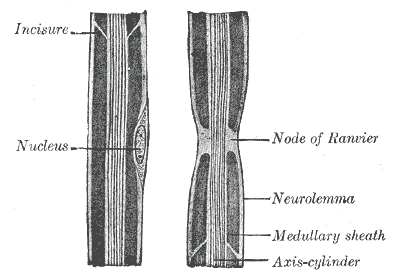
Coupes longitudinales de fibres nerveuses myélinisées.

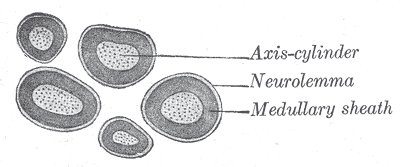
Coupes transverses de fibres nerveuses myélinisées.

Le neurolemme (ou neurilemme, gaine de Schwann, ou encore axolemme) est une structure du système nerveux présente chez l'ensemble des vertébrés gnathostomes.

## Structure
Les axones (du Système Nerveux Périphérique) sont entourés de cellules de Schwann qui, lorsque l'axone est long et à gros diamètre, s'enroulent sur elles-mêmes. Cela forme un empilement de membranes plasmiques appelé gaine de myéline. La portion de cytoplasme qui se retrouve à la périphérie de l'enroulement est appelée neurolemme.
Il forme la partie la plus externe des fibres nerveuses dans le système nerveux périphérique.
Le neurolemme est séparé de la membrane axonale par la lame basale (« medullary sheath » sur les illustrations).
Les axones étant gainés par un neurolemme sont dits « myélinisés ».

## Répartition dans l'organisme
Dans le système nerveux périphérique, les cellules de la gaine de myéline sont les cellules de Schwann, alors que les oligodendrocytes jouent ce rôle dans le système nerveux central.
Tous les axones ne comportent pas de neurolemme, y compris chez les vertébrés. En effet, la gaine de myéline permet d'éviter les fuites électriques du message nerveux et permettent donc à ce dernier de parcourir de plus grandes distances. Les axones qui parcourent une petite distance ne sont pas myélinisés car les fuites n'empêche pas le message d'atteindre sa destination.

## Rôle
La gaine de myéline joue un rôle d'isolant électrique de l'axone, et permet au signal électrique qu'est le potentiel d'action de se propager de façon conductive entre deux nœuds de Ranvier en limitant la diminution de l'intensité de la dépolarisation. Cette conduction, dite saltatoire, d'un nœud de Ranvier à l'autre, permet une grande rapidité du message (jusqu'à 120 m·s-1).
La gaine de myéline explique partiellement la relative rapidité du système nerveux des vertébrés en comparaison de l'ensemble des animaux dont les fibres sont non myélinisées.
N.B. : La vitesse d'un signal nerveux dans sa course axonale est proportionnelle à l'épaisseur de sa gaine de myéline (dans un axone possédant une gaine de myéline mince le signal peut avoir une vitesse de 0,5 m/s).

## Pathologies
La sclérose en plaques est une maladie causée par une démyélinisation des axones de certaines zones du cerveau.